# Peridroma pucaranica
Peridroma pucaranica là một loài bướm đêm trong họ Noctuidae.